# Rôle des femmes dans le vote communautaire au Sénégal
 (juillet 2025).
- Si vous ne connaissez pas le sujet, laissez ce bandeau (vous pouvez alors contacter les auteurs).
- Si vous supprimez le contenu mis en cause (vous pouvez préalablement contacter les auteurs),

argumentez précisément cette suppression dans la page de discussion
(un manque de référence n'est pas un argument ; une recherche réelle de référence doit avoir été effectuée, être formellement documentée).

Le rôle des femmes dans le vote communautaire au Sénégal désigne leur implication active, notamment lors des élections locales, où elles mobilisent les électeurs à travers des réseaux familiaux, religieux, sociaux et associatifs.

## Participation électorale et parité
La participation électorale des femmes au Sénégal est aujourd’hui quasi équivalente à celle des hommes : selon les données de la Direction Générale des Élections, on compte environ 3 663 666 électrices pour 3 708 224 électeurs, soit une parité proche entre les sexes,,. Depuis 2010, la loi sur la parité impose aux listes électorales une alternance stricte entre candidats masculins et féminins, renforçant ainsi leur visibilité dans les processus locaux et nationaux.

## Influence communautaire et réseaux féminins
Dans de nombreuses communautés, les femmes jouent un rôle d’influence par le biais des tontines, des associations religieuses ou des groupements villageois. Ces réseaux agissent comme des canaux psychologiques et sociaux pour la diffusion d’orientations politiques au sein des familles et quartiers,. Des organisations, telles que les structures de développement porté par Tostan, impliquent fortement les femmes dans les comités de gestion communautaire (CMC), leur permettant d’être actrices des décisions locales dans leurs villages,.

## Stratégies des partis politiques et mobilisation féminine
Les partis politiques sénégalais reconnaissent l’importance des femmes comme vecteurs de mobilisation. Les ailes féminines des partis sont souvent chargées de former des militantes, d’organiser des scrutins de proximité, et de recruter des femmes candidates,. Elles servent d’interface entre les instances locales et les électrices, influençant ainsi indirectement les résultat électoraux.

## Obstacles et limites de participation
Malgré une présence électorale forte, les femmes restent sous-représentées aux postes de décision politique. Selon l’Assemblée nationale, elles ne représentent que 41,2 % des députés en 2024,. Des enquêtes révèlent aussi que près de 6,5 % des femmes ont subi des pressions ou des violences politiques lors des élections législatives de 2022, avec des cas d’intimidation ou d’entrave au vote dans certaines communes,.

## Initiatives pour renforcer l’autonomie politique des femmes
Des campagnes de sensibilisation menées par des ONG comme WATHI ou le Caucus des femmes leaders visent à former les femmes à la participation politique, à dénoncer les pratiques discriminatoires et à promouvoir une démocratisation inclusive,,,. Ces initiatives ont joué un rôle significatif dans la défense de la loi sur la parité et dans la formation des élues à des rôles locaux,.